# Parque Nacional Wakhan
O Parque Nacional Wakhan é um parque nacional no Afeganistão. Estabelecido em 2014, o parque compreende todo o distrito de Wakhan, estendendo-se ao longo do Corredor de Wakhan entre as montanhas Pamir e o Indocuche, na fronteira com o Tajiquistão ao norte, o Paquistão ao sul e a China a leste. A flora e fauna do parque incluem cerca de 600 espécies de plantas, o leopardo da neve, lince, lobo, urso pardo, fuinha, raposa vermelha, gato de palas, íbex, ovelha Marco Polo e urial. 13.000 Wakhis e 1.500 Quirguizes vivem na área.